# Manfred Nössig
Manfred Nössig (* 10. April 1930 in Leipzig) ist ein deutscher Theaterwissenschaftler, der einige Jahre Chefredakteur der DDR-Zeitschrift Theater der Zeit war.

## Leben und Wirken
Manfred Nössig studierte Gesellschaftswissenschaften an der Universität Leipzig und besuchte anschließend die Theaterhochschule in Weimar. 1954 erlangte er das Diplom und ging als Assistent an die Theaterhochschule Leipzig. 1960 wurde er Chefdramaturg des Staatstheaters Schwerin.
1961 arbeitete er als Chefredakteur für die Zeitschrift Theaterdienst. Von 1963 bis 1966 und 1970 bis 1974 war er in derselben Funktion bei der bekannteren Theaterzeitschrift Theater der Zeit tätig. In der Zeit, in der er die Leitung nicht innehatte, widmete er sich seiner Dissertation.
SED-Mitglied Nössig vertrat in seinen Beiträgen die von der Partei vorgegebene Ideologie. So finden sich 1966 in seinem Urteil über das Grass-Stück Die Plebejer proben den Aufstand die Begriffe „Verleumdung“, „Konterrevolution“, „Pogromstimmung“, „Kriegskurs Richtung Bürgerkrieg“, „antikommunistische Hetze“.
Im April 1971 veröffentlichte er einen auf die SED bezogenen Artikel mit dem Titel Sie hat uns alles gegeben. Darin prangerte er die „Apokalypse der Moden“ des westdeutschen Theaters (Existentialismus, modernisierte Klassiker, absurdes Theater) an und legte stattdessen Wert auf Massenverständlichkeit, auf „Figuren mit einem bedeutsamen Handlungsradius und stark ausgeprägten Persönlichkeitsmerkmalen“ sowie „große Gefühle“. Im selben Jahr entspann sich eine ins Folgejahr hineinreichende Kontroverse, ausgelöst durch einen Redebeitrag des Vorstandsmitglieds Nössig auf der 2. Vorstandstagung des Verbandes der Theaterschaffenden (VT) am 20. September 1971, der sowohl in den Mitteilungen des VT als auch in Theater der Zeit abgedruckt sowie in der Berliner Zeitung rezipiert wurde. Darin warf er den drei führenden Theatern Ostberlins vor, die Grundpositionen der Arbeiterklasse verlassen zu haben. Bei drei exemplarischen Aufführungen sah er Honeckers Forderung nach „Prägung der sozialistischen Persönlichkeit unserer Zeit“ unzureichend erfüllt. Statt einer „Stärkung der Position des Sozialistischen Realismus“ habe es bloße Kleinbürgerkritik gegeben. Dagegen verwahrten sich nicht nur die direkt betroffenen Theaterleute; in Theater der Zeit sprach Hendrik Arnst von einer überholten Konzeption des Sozialistischen Realismus und Maik Hamburger unterstellte Nössig eine „ideologische Diffamierung“.
Nössig war insgesamt von 1971 bis 1980 Mitglied des Präsidiums und des Sekretariats des Verbandes der Theaterschaffenden.
1976 gab er im Auftrag der Akademie der Wissenschaften der DDR, Zentralinstitut für Literaturgeschichte, den Band Die Schauspieltheater der DDR und das Erbe (1970–1974) heraus. Er steuerte einen Einleitungsessay bei, in welchem er darstellte, „wie die Theater der DDR das überlieferte bühnenliterarische Schaffen von der Antike bis zur sowjetischen Revolutionsdramatik und bis zu Brecht für die entwickelte sozialistische Gesellschaft erschlossen haben und welche Probleme bei der Lösung dieser Aufgaben entstanden“. Nach seiner Promotion B (Habilitation) 1980 wurde er Bereichsleiter am Zentralinstitut für Literaturgeschichte der Akademie der Wissenschaften.

## Werke

### Selbstständige Schriften
- Die Entwicklung des Dramas und des Schauspieltheaters in der Deutschen Demokratischen Republik. Dissertation, Institut für Gesellschaftswissenschaften beim ZK der SED, Berlin 1970.
- Das Ringen um proletarisch-revolutionäre Kunstkonzeptionen (1929–1933). Zur Entwicklung des marxistischen literaturtheoretischen Denkens in Deutschland in den Jahren der Weltwirtschaftskrise und des zugespitzten Kampfes gegen den Faschismus. Dissertation B, Akademie der Wissenschaften, Berlin 1980.

### Artikel (Auswahl)
- Publikumsurteil und Kunstwert. In: Theater der Zeit. Organ des Verbandes der Theaterschaffenden, Heft 22/1964, S. 4 f.
- Sie hat uns alles gegeben. Zum 25. Jahrestag der Gründung der Sozialistischen Einheitspartei Deutschlands. In: Theater der Zeit. Organ des Verbandes der Theaterschaffenden, Heft 4/1971, S. 2–4.
- Leidenschaft wofür? Zur „Räuber“-Inszenierung der Berliner Volksbühne. In: Theater der Zeit. Organ des Verbandes der Theaterschaffenden, Heft 6/1971, S. 20–23.
- Etwas über Maßstäbe. Untersuchung der Qualität unserer Nachwuchskader und ihrer Ausbildung als Schauspieler, Bühnenbildner und Dramaturgen. In: Theater der Zeit. Organ des Verbandes der Theaterschaffenden, Heft 1/1972, S. 6 f.
- Plenzdorf und die Bühne. „Die neuen Leiden des jungen W.“ in Halle uraufgeführt. In: Theater der Zeit. Organ des Verbandes der Theaterschaffenden, Heft 8/1972, S 16–19+40.
- Theater-Export? Theater und Theaterleute aus der DDR auf Reisen. In: Kürbiskern. Literatur, Kritik, Klassenkampf. Herausgegeben von Walter Fritzsche, Friedrich Hitzer, Oskar Neumann, Conrad Schuhler, Hannes Stütz. Damnitz Verlag, München, Heft 4/1974 (Kultur und Nation. 25 Jahre BRD), S. 77–86.
- O früher Morgen des Beginnens! Das Berliner Ensemble – vor vierzig Jahren gegründet. In: Theater der Zeit. Organ des Verbandes der Theaterschaffenden, Heft 8/1989, S. 22–26.

### Herausgaben und Redaktionsarbeiten
- Das Bühnenwerk Friedrich Wolfs. Ein Spiegel der Geschichte des Volkes. Von Walther Pollatschek unter Mitwirkung von Otto Lang und Manfred Nössig. Henschelverlag Kunst und Gesellschaft, Berlin 1958.
- Theater in der Deutschen Demokratischen Republik. Teil 4: Bertolt Brecht und das Theater in der DDR. Verlag Zeit im Bild, Dresden 1967.
- (mit Manfred Berger, Fritz Rödel:) Theater in der Zeitenwende. Zur Geschichte des Dramas und des Schauspieltheaters in der Deutschen Demokratischen Republik. 1945–1968. Institut für Gesellschaftswissenschaften beim ZK der SED, Berlin, Lehrstuhl Kunst- und Kulturwissenschaft, Forschungsgruppe unter Leitung von Werner Mittenzwei. Henschelverlag Kunst und Gesellschaft, Berlin 1972.
- Die Schauspieltheater der DDR und das Erbe (1970–1974). Positionen – Debatten – Kritiken (= Literatur und Gesellschaft). Eingeleitet und herausgegeben von Manfred Nössig. Herausgegeben von der Akademie der Wissenschaften der DDR, Zentralinstitut für Literaturgeschichte. Aufbau-Verlag, Berlin 1976.
- Faust ’82. Entwurf zu einem Gemeinschaftsprojekt der Berliner Bühnen. Mit-erarbeitet und redaktionell betreut von Manfred Nössig. Herausgegeben vom Zentralinstitut für Literaturgeschichte (ZIL). ZIL, Berlin 1980.
- (mit Johanna Rosenberg, Bärbel Schrader:) Literaturdebatten in der Weimarer Republik. Zur Entwicklung des marxistischen literaturtheoretischen Denkens 1918–1933. Von Manfred Nössig (Leitung), Johanna Rosenberg, Bärbel Schrader. Herausgegeben von der Akademie der Wissenschaften der DDR, Zentralinstitut für Literaturgeschichte. Aufbau-Verlag, Berlin / Weimar 1980.
- Bertolt Brecht: Stücke 3 (= Bertolt Brecht. Werke. Große kommentierte Berliner und Frankfurter Ausgabe; Band 3). Herausgegeben von Werner Hecht, Jan Knopf, Werner Mittenzwei, Klaus-Detlef Müller. Bearbeitet von Manfred Nössig. Aufbau-Verlag, Berlin / Weimar, und Suhrkamp Verlag, Frankfurt am Main 1988.
- Bertolt Brecht: Stücke 4 (= Bertolt Brecht. Werke. Große kommentierte Berliner und Frankfurter Ausgabe; Band 4). Herausgegeben von Werner Hecht, Jan Knopf, Werner Mittenzwei, Klaus-Detlef Müller. Bearbeitet von Johanna Rosenberg und Manfred Nössig. Aufbau-Verlag, Berlin / Weimar, und Suhrkamp Verlag, Frankfurt am Main 1988.

### Buch-Vorworte
- Theater-Bilanz. 1945–1969. Eine Bilddokumentation über die Bühnen der Deutschen Demokratischen Republik. Herausgegeben im Auftrag des Verbandes der Theaterschaffenden der DDR von Christoph Funke, Daniel Hoffmann-Ostwald und Hans-Gerald Otto. Mit einer Einleitung von Manfred Nössig und Hans-Gerald Otto. Henschelverlag Kunst und Gesellschaft, Berlin 1971, S. 9–34.
- Fünf kurze Kapitel über die Dramatikerin Marieluise Fleißer. In: Marieluise Fleißer: Stücke. Fegefeuer in Ingolstadt. Pioniere in Ingolstadt. Der starke Stamm (= dialog). Mit einem Vorwort von Manfred Nössig. Henschelverlag Kunst und Gesellschaft, Berlin 1976, S. 5–24.